# Mint (Magazin)
Mint (Eigenschreibweise: MINT) ist eine seit 2015 erscheinende deutschsprachige Zeitschrift, die über Themen rund um die Schallplatte berichtet. Der Name des Magazins ist der Goldmine-Bewertungsskala für gebrauchte Schallplatten entliehen, bei der der Ausdruck „Mint“ für den neuwertigen Zustand von Tonträger und Cover steht.

## Hintergrund
Das Magazin wird in Deutschland, Österreich und der Schweiz sowie europaweit in internationalen Presseshops vertrieben. In acht Ausgaben pro Jahr berichtet das Magazin in Reportagen und Hintergrundberichten beispielsweise über Counterfeits und Bootlegs, die Zukunft der Schallplatte oder Sammelsucht. Zudem werden ausführlichen Plattenbesprechungen angeboten, die tatsächlich erst nach Veröffentlichung der jeweiligen Schallplatte geschrieben werden, damit das jeweilige Produkt korrekt dargestellt werden kann:

„Vinyl ist nicht nur Musik. Deshalb stehen in unserem Plattenschrank ausschließlich Alben, die wir auch wirklich auspacken, anschauen, und vor allem auflegen konnten. So kommt es vor, dass auch Besprechungen von Platten zu finden sind, die bereits vor Wochen erschienen sind. Dazu zählen auch Reviews zu Versionen, die zum Zeitpunkt des Erscheinens von MINT bereits vergriffen sind. Dazu gibt es leider keine Alternative: Über Platten zu schreiben, die wir nicht selbst in den Händen halten, ergibt weder für euch noch für uns Sinn.“

Daneben berichtet Mint über die neuesten Entwicklungen auf dem HiFi-Markt, und in Testberichten werden neue Geräte vorgestellt.
Mint wendet sich an Musikliebhaber, die bevorzugt LPs anhören. Der Vertrieb erfolgt über den Zeitschriftenhandel, Schallplattenläden, HiFi-Händler und Mailorder.

## Rubriken
Neben den Reportagen und Specials zu bestimmten Themen bietet Mint regelmäßig wiederkehrende Rubriken:
- The Soundtrack of My Life: Bekannte Persönlichkeiten stellen ihre Verbindung zu bestimmten Musikalben vor.
- Demnächst auf Vinyl: Ein Überblick über kommende Neu- und Wiederveröffentlichungen und die geplanten Veröffentlichungstermine.
- Frag doch Dr. Mint: Es werden Leserfragen rund um die Schallplatte beantwortet.
- Zuhause ist, wo die Plattensammlung steht: Vorstellung privater Sammlungen.
- Enthüllt: Umfangreiche Informationen zu jeweils einem Plattencover (Design, Entstehung, Hintergrund).
- Master Class - Große Alben durchleuchtet: Tiefgehende Analysen zu einzelnen Musikalben und ihren jeweiligen Ausgaben.
- Equipment: Testberichte zu HiFi-Technik.
- Plattenschrank: Schallplatten-Rezensionen zu Neu- und Wiederveröffentlichungen; audiophile Veröffentlichungen werden gesondert betrachtet.

## Leserstruktur
Die Leser des Magazins sind überwiegend männlich (97 %) und zwischen 41 und 50 Jahre alt (39 %). 44 % der Leser verfügen über einen Hochschulabschluss.

## Vinyl-Bus

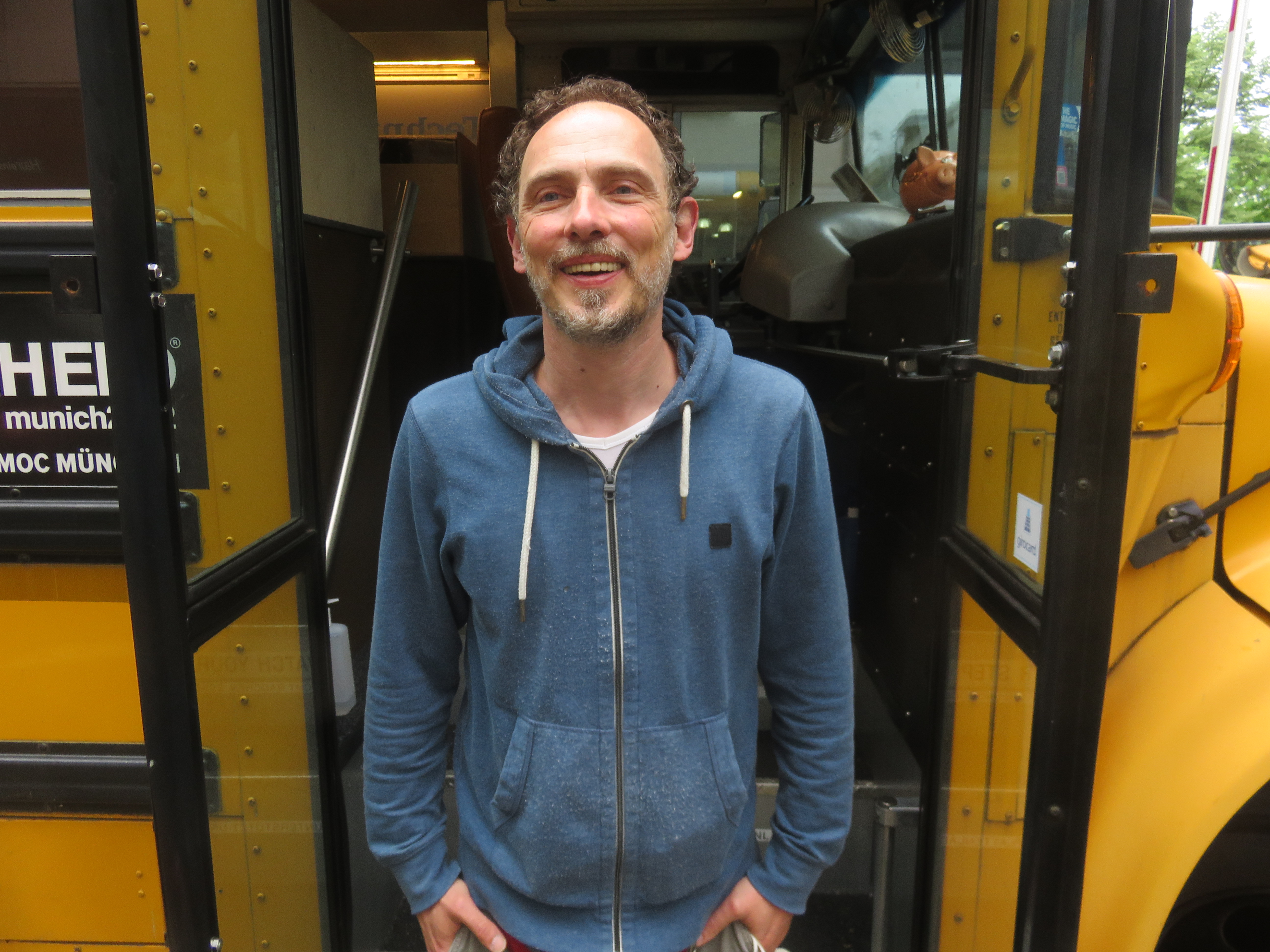
Michael Lohrmann vor dem Vinyl-Bus (2022)

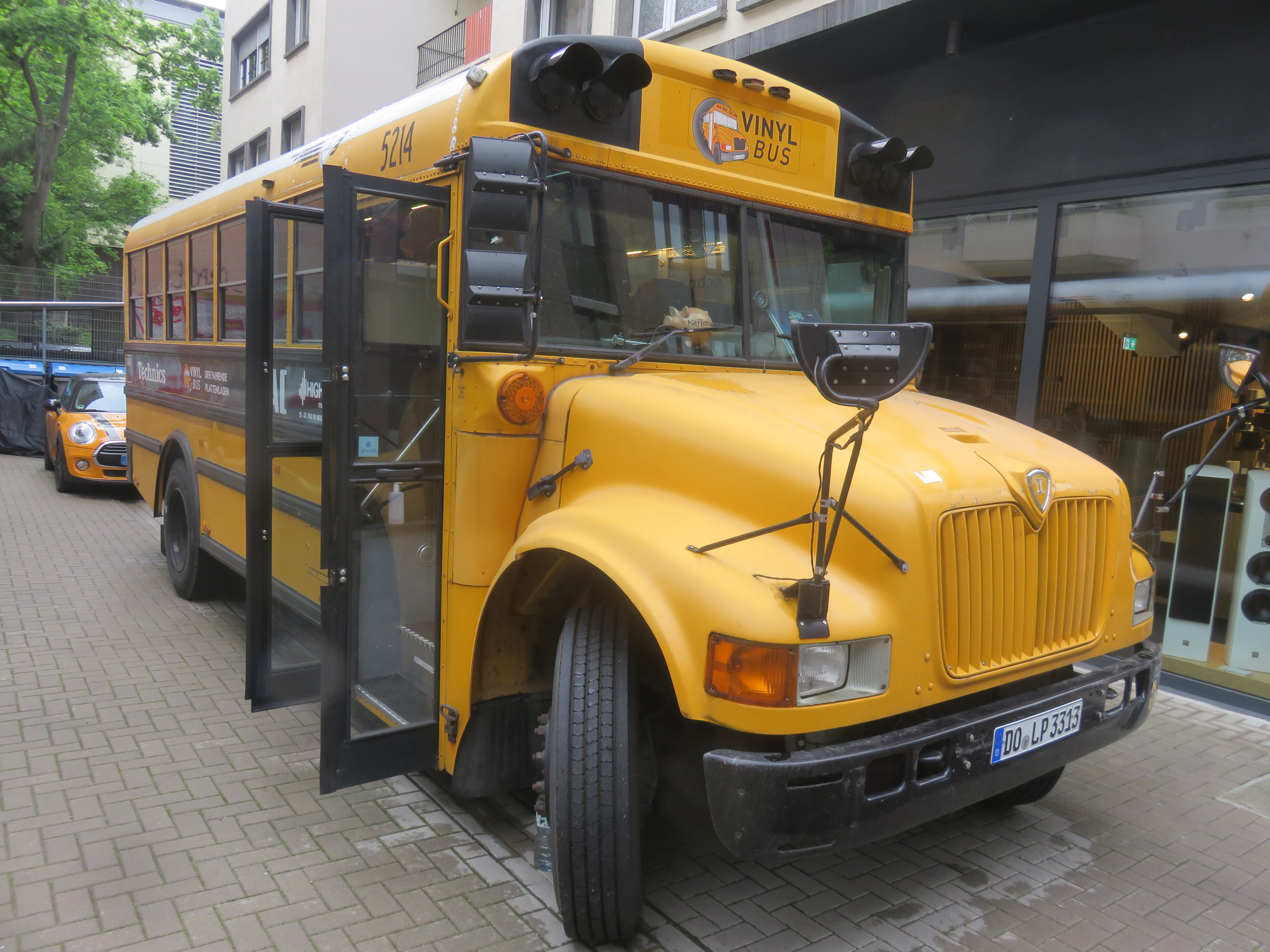
Der Vinyl-Bus bei seiner Station in Mannheim (2022)

In Zusammenarbeit mit Mint hat der ehemalige Visions-Herausgeber Michael Lohrmann einen rollenden Plattenladen auf die Räder gestellt. Das Fahrzeug, ein ehemaliger Schulbus aus den Vereinigten Staaten,  fährt mit mehreren tausend LPs an Bord quer durch Deutschland und Österreich, „an Orte, wo man Platten sucht, aber nicht immer einen Laden hat, um sie zu finden.“ In Mint werden die jeweils aktuellen Tourdaten des Busses veröffentlicht.